# イム・スジョン (女優)
イム・スジョン（임수정、1979年7月11日 - ）は、韓国の女優。
2003年に主演映画『箪笥』で青龍映画賞の新人女優賞を受賞し、2004年ドラマ『ごめん、愛してる』でKBS女性新人演技賞、人気賞、ベストカップル賞を受賞した。2012年に主演映画『僕の妻のすべて』で青龍映画賞の主演女優賞を受賞。
ソウル明徳女子高等学校、水原大学演劇映画学科卒業。

## 出演作品

### テレビドラマ
- 学校4（2001年-2002年、KBS） - オ・ヘラ役
- ごめん、愛してる（2004年、KBS） - ソン・ウンチェ役
- シカゴ・タイプライター〜時を超えてきみを想う〜（2017年、tvN） - チョン・ソル役
- 恋愛ワードを入力してください〜Search WWW〜（2019年、tvN） - ペ・タミ役
- メランコリア（2021年、tvN） - チ・ユンス役

### 映画
- ピアノを弾く大統領（2002年）
- 箪笥（2003年）
- アメノナカノ青空（2003年）
- サッド・ムービー （2005年）
- サイボーグでも大丈夫（2006年）
- 角砂糖（2006年）
- ハピネス（2007年）
- 田禹治（2009年）
- チョン・ウチ 時空道士（2009年）
- あなたの初恋探します（2010年）
- 愛してる、愛してない（2011年）
- 僕の妻のすべて (2012年）
- 隠密な計画（2015年）
- 時間離脱者（2016年）
- ザ・テーブル（2017年）
- mothers（2018年）